# Departamento de Kaffrine
Kaffrine es uno de los 45 departamentos de Senegal. Forma parte de la región de Kaffrine. Su capital es Kaffrine. Fue creado por decreto del 10 de julio de 2008, al igual que sus distritos y comunas. En 2005 contaba con 467.748 habitantes.

## Distritos

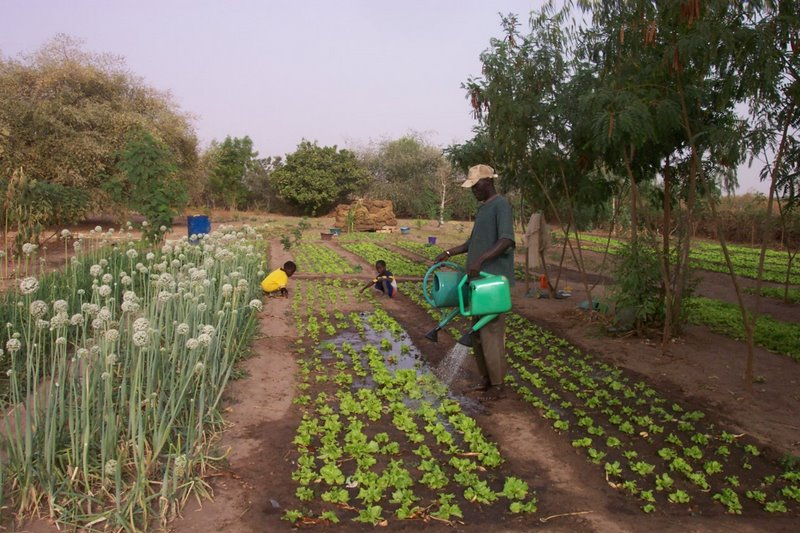
Campos de cultivo en el Departamento de Kaffrine.

Distritos:
- Distrito de Gniby
- Distrito de Katakel

Localidades con rango de comuna:
- Kaffrine
- Nganda